# Borodkino (obwód wołogodzki)
Borodkino (ros. Бородкино) – wieś w Rosji, w rejonie wołogodzkim obwodu wołogodzkiego. W 2010 r. mieszkała tam jedna osoba.